# Novembre 2012

## Faits marquants
- 1er novembre : massacre de civils à Maiduguri (Nigéria) par des djihadistes.
- 2 novembre : la navette spatiale américaine Atlantis a rejoint un musée au Centre spatial Kennedy en Floride près de Cap Canaveral. La navette avait effectué la dernière mission du programme des navettes spatiales en juillet 2011[1],[2]
- 3 novembre : le maire de New York, Michael Bloomberg, a annoncé l'annulation du marathon de New York prévu le dimanche 4 novembre 2012, en raison des dégâts occasionnés par l'ouragan Sandy.  L'ouragan avait  provoqué la mort d'une centaine de personnes aux États-Unis dont 41 à New York. Des dizaines de milliers de foyers sont encore sans électricité deux jours après le passage de l'ouragan. C'est la première fois depuis sa création en 1970 que la course est annulée[3],[4].
- 4 novembre : Tawadros II (Théodore II) est choisi comme nouveau pape d'Alexandrie et patriarche de toute l'Afrique et du siège de saint Marc de l'église copte orthodoxe[5].
- 6 novembre :
  - élection présidentielle de 2012 aux États-Unis, Barack Obama est réélu pour un second mandat de président.
  - référendum sur le statut de Porto Rico.
  - des chercheurs néo-zélandais ont publié les résultats d'analyses 
ADN qui ont permis d'identifier la plus rare espèce de baleine pour la première fois observée vivante.  Il s'agit de deux baleines à bec de Travers (une mère et son petit) retrouvées échouées sur la place d'Opape en Nouvelle-Zélande en décembre 2010. Ces animaux sont morts peu après leur découverte. Le premier os de cette espère fut découvert par Henry Hammersley Travers en 1872. Jusqu'à ce jour[Quand ?] seuls des crânes partiels avaient pu être étudiés[6],[7],[8].
- 7 novembre :
  - séisme sous-marin de magnitude de 7,4 sur l'échelle de Richter au large de la côté Pacifique du Guatemala. L'épicentre du séisme se situe en mer à 24 km de Champerico et à 163 km de Guatemala Cuidad. Le tremblement de terre a été ressenti au Guatémala, au Mexique et au Salvador[9]. On déplore 48 morts, une vingtaine de disparus et 150 blessés. 16 000 foyers sont privés d'électricité[10].
  - le prix Goncourt 2012 est décerné à Jérôme Ferrari pour son ouvrage Le Sermon sur la chute de Rome[11].
- 8 novembre :
  - ouverture du 18e Congrès du parti communiste chinois à Pékin au cours duquel Hu Jintao cèdera son poste de secrétaire général du Parti communiste au nouveau numéro un chinois, Xi Jinping[12],[13].
  - explosion dans une centrale électrique d'Electrabel à Nimègue aux Pays-Bas endommageant fortement le toit et une partie latérale de la centrale.  Une fumée blanche s'échappe du toit et un important bruit dû à la décompression de la chaudière persiste. Il n'y a pas de blessé ni de victime[14],[15],[16].
  - le prix Décembre est décerné à Mathieu Riboulet pour son livre Les Œuvres de Miséricorde[17].
  - le chef de la CIA, le général David Petraeus, présente sa démission en raison d'une relation extraconjugale[18].
- 9 novembre :
  - environ 8 000 Syriens ont fui dans la nuit vers la Turquie, en raison des violents combats opposant l'armée syrienne de Bachar el-Assad aux rebelles près du poste frontière de Ras al-Ain en Syrie[19].
  - nomination de Justin Welby au poste d'archevêque de Canterbury. Il succèdera à Rowan Williams comme primat de l'Église d'Angleterre à partir du 1er janvier 2013 et sera intronisé dans la cathédrale de Canterbury le 21 mars 2013[20],[21].
- 11 novembre :
  - un séisme d'une magnitude de 6,8 sur l'échelle de Richter est survenu en Birmanie, à une centaine de kilomètres au nord de la ville de Mandalay, suivi de deux nouvelles secousses d'une magnitude de 5, vingt minutes après la première[22].
  - sommet des dirigeants de la Communauté économique des États de l'Afrique de l'Ouest (CEDEAO) et de quelques autres pays africains. La CEDEAO est favorable à l'envoi d'une force de 3 300 soldats pour une durée d'un an au Mali avec comme objectif la reconquête du nord du pays, occupé par des groupes islamistes armés. La proposition doit encore être soumise à l'Union africaine et ensuite au Conseil de sécurité des Nations unies[23].
  - le social-démocrate Borut Pahor  devance le président sortant Danilo Türk au premier tour de l’élection présidentielle en Slovénie[24].
  - l’opposition syrienne s’unit au sein de la Coalition nationale des forces de l’opposition et de la révolution dirigée par Moaz al-Khatib[25].
  - le président palestinien Mahmoud Abbas annonce la mise sur pied d'une procédure d'exhumation du corps de Yasser Arafat, afin d'enquêter sur les causes exactes de son décès le 11 novembre 2004. Des analyses effectuées en juillet 2012 par un laboratoire suisse avaient décelé la présence de quantités suspectes de polonium sur les effets personnels de l'ancien président[26].
  - des mortiers syriens bombardent un avant-poste militaire israélien sur le plateau du Golan, Israël répond par des tirs de sommation à l’aide de ses chars Merkava[27].
- 12 novembre :
  - remise des MTV Europe Music Awards 2012. Justin Bieber et Taylor Swift se voient décerner chacun trois prix. Le prix du meilleur clip revient au Sud-Coréen Psy, pour son clip Gangnam Style[28].
  - regain de violence entre Israël et Gaza. Israël a fait l'objet de tirs de roquettes et de mortiers, à la suite desquels l'armée israélienne a mené des raids aériens sur la bande de Gaza entraînant une riposte de Gaza.  Appel au calme de l'Union européenne et à une reprise des négociations sous la médiation de l'Égypte[29].
  - Mahmoud Abbas, président de l'autorité palestinienne présentera le 29 novembre à l'Assemblée générale de l'ONU une demande d'élévation de la Palestine au statut d'État non-membre auprès de l'Assemblée générale de l'ONU[30].
- 13 novembre :
  - le record de l'Euro Millions est battu[31].
  - une éclipse solaire totale est visible en Australie et dans le Sud du Pacifique[32].
- 14 novembre :
  - déclenchement de l'opération Pilier de défense par les forces de défense israéliennes (Tsahal) dans la bande de Gaza en réponse aux tirs de roquettes du Hamas contre le territoire israélien.
  - à Santa Cruz, sur la côte californienne, des surfeurs découvrent un squelette fossilisé d'une baleine du pliocène[33].
- 15 novembre :
  - Xi Jinping a succédé à Hu Jintao à la tête du Parti communiste chinois[34].
  - la compagnie pétrolière BP devra payer une amende de 4,5 milliards de dollars (soit 3,5 milliards d'euros) à la suite d'un accord à l'amiable passé avec les autorités américaines pour l'abandon des poursuites pénales dans le cadre de l'affaire de la marée noire provoquée par l'explosion de la plateforme pétrolière Deepwater Horizon le 20 avril 2010 dans le golfe du Mexique[35].
  - le Prix Goncourt des lycéens est décerné à Joël Dicker pour son roman La Vérité sur l'affaire Harry Quebert.
- 18 novembre : le roi des Albanais Zog Ier décédé en France le 9 avril 1961, est inhumé à Tirana en Albanie lors des cérémonies du centième anniversaire de l'indépendance du pays[36].
- 19 novembre :
  - à l’issue des élections législatives, Sato Kilman est réélu au poste de Premier ministre du Vanuatu[37],[38].
  - le président américain, Barack Obama, s'est rendu en Birmanie et a y rencontré le président Thein Sein et le chef de l'opposition birmane Aung San Suu Kyi. En contrepartie des efforts fournis par le régime de Naypyidaw, les États-Unis ont levé la quasi-totalité des sanctions économiques qui avaient été imposées au pays depuis 1990. La Ligue nationale pour la démocratie (LND) a confirmé la libération de 56 prisonniers politiques les 18 et le 19 novembre 2012[39].
- 20 novembre :
  - les rebelles du M23 ont pris le contrôle de la ville et de l'aéroport de Goma, la capitale régionale du Nord-Kivu en République démocratique du Congo. Le président Joseph Kabila appelle à une mobilisation générale[40].
  - le Louvre reconnaît que le tableau Diderot de Fragonard n'est pas un portrait de l'encyclopédiste[41].
- 22 novembre : Astana, la capitale du Kazakhstan, obtient l’organisation de l’Exposition internationale de 2017 au détriment de Liège[42].
- 24 novembre : un incendie dans une usine textile à Dhaka au Bangladesh provoque la mort d'au moins 112 personnes[43].
- 25 novembre : élections en Catalogne pour le renouvellement de son Parlement sur fond de crise et de fortes ferveurs indépendantistes, ce qui pourrait mener vers un référendum sur son avenir[44].
- 29 novembre : la Palestine est reconnue comme État observateur non membre de l'Assemblée générale des Nations unies[45].